# Mađarska državna opera
Mađarska državna opera, neorenesansna operna kuća u užem gradskom središtu Budimpešte, smještena na slavnoj Andraševoj aveniji, mađarska je nacionalna operna ustanova. Gradnja opere započela je 1875. polaganjem kamena temeljca u prisustvu austrijskog cara Franje Josipa te je završena devet godina kasnije. U njoj su uz brojne glazbenike od nacionalne važnosti djelovao i Gustav Mahler, koji je bio i umjetnički ravnatelj opere.
Opera ima mjesta za više od 1200 gledatelja, a prema istraživanjima skupine europskih akustičkih inženjera u 1970-ima proglašena je opernom kućom s trećom najboljom akustikom u Europi, nakon milanske Scale i pariške Palače Garnier. Na pročelju zgrade opere nalaze se kipovi Franca Liszta i Ferenca Erkela, skladatelja mađarske državne himne i utemeljiteljem Budimpeštanske filharmonije. Mađarska državna opera je i dom Mađarskog državnog baleta s brojnim izvedbama tijekom baletne sezone.

## Vanjske poveznice
- Službene stranice opere na engleskom